# 戊酸戊酯
戊酸戊酯又称正戊酸正戊酯，是一种酯类有机化合物，化学式为C4H9COOC5H11。它可由戊酸和戊醇在酸性催化剂（如硅钨酸、三氟甲磺酸铪）的存在下反应得到。它可用作食品香料。